# Ворка
Ворка — река в России, течёт по территории Лешуконского района Архангельской области. Правый приток реки Мезенская Пижма.
Длина реки составляет 15 км.
Генеральным направлением течения является юг.

## Данные водного реестра
По данным государственного водного реестра России относится к Двинско-Печорскому бассейновому округу, водохозяйственный участок реки — Мезень от истока до водомерного поста у деревни Малонисогорская. Речной бассейн реки — Мезень.
Код объекта в государственном водном реестре — 03030000112103000044756.